# مصرف شامل
المصارف الشاملة (بالإنجليزية: Universal Banks) هي عبارة عن مؤسسات مصرفية أو بنوك تتميز عن غيرها من البنوك بسعة مجال عملها فهي غير مختصة بالأعمال المصرفية فقط (استقبال الودائع_منح القروض_الحوالات المالية).
بل تتوسع خدماتها إلى تقديم حزمة كاملة متكاملة من الخدمات (cross-selling business) أو بالعربية البيع المتقاطع حيث تستهدف هذه البنوك تقديم أكبر عدد ممكن من الخدمات للزبون الواحد وبوقت واحد (استقبال ودائع، منح القروض والأئتمانات بكافة أنواعها، توسط استثمارات في البورصات وأسواق المال، بيع سندات، سوق صرف عملات). مما يؤدي إلى رفع أربحاها بنسبة مخاطرة أكبر من قبل.
عملياً يمكن لأي بنك غير عالمي (بنك مختص) التحول إلى بنك عالمي أو تقديم الخدمات المالية المذكورة سابقا كلها لعملائه دون إحداث تغييرات جذرية في هيكلية البنك أو إداراته وذلك بأن يحلّ دور الوسيط في تقديم الخدمات المالية المعنية بين الزبون وباقي المؤسسات المالية (كالتوسط بين الزبون والبورصة لشراء أو بيع سندات أو أسهم مقابل الحصول على اجر وساطة).
أو عن طريق تأسيس مؤسسات مالية جديدة تتبع للمؤسسة الأم (المصرف) بحيث تقوم بدور تقديم الخدمات المعنية للشركة الأم.
بعد الأزمة المالية العالمية الحالية طرح سؤال مدى جدوى هذه البنوك العالمية لأنها كانت المتسبب الرئيسي بأحداث الأزمة بسبب اندفاعها إلى تحقيق عوائد أكبر عن طريق الدخول في مخاطر أكبر (كالإقراض دون ضمانات كافية وذلك مقابل نسب فوائد أعلى من نسب السوق والاستثمار الخطر في البورصات العالمية).